# Pimoa indiscreta
Espèce
Pimoa indiscreta est une espèce d'araignées aranéomorphes de la famille des Pimoidae.

## Distribution
Cette espèce est endémique du Bengale-Occidental en Inde,. Elle se rencontre dans le district de Darjeeling.

## Description
La femelle holotype mesure 7,2 mm.

## Publication originale
- Hormiga, 1994 : A revision and cladistic analysis of the spider family Pimoidae (Araneoidea: Araneae). Smithsonian Contributions to Zoology, no 549, p. 1-104 (texte intégral).